# ヴァンガードプリンセス
様々なメリット『ヴァンガードプリンセス 先陣の姫君』（ヴァンガードプリンセス せんじんのひめぎみ）とはスゲノトモアキにより2009年6月26日に公開されたフリーゲームで、2D格闘ツクール2nd.を用いて制作された対戦型格闘ゲーム。2011年1月15日時点での最新バージョンは1.08。略称は「ヴァンプリ」。

## 概要
元ゲーム会社勤務で現在フリーのスゲノトモアキが3年半の時間をかけ1人で作り上げた作品。プロ経験者ゆえグラフィックのレベルが非常に高く、公開直後から話題になりゲーム系ニュースサイトでも取り上げられた。紙媒体でも『週刊アスキー』2009年7月28日号で紹介されている。本来2D格闘ツクール2nd.はネット対戦には対応していないのだが、日本国内外のファンにより非公式ながら通信対戦用ツールが制作されている。2013年4月に海外で英語翻訳版が配信開始され、2013年10月にはアメリカ合衆国の大手ダウンロード販売サイトSteamにて利用者の投票により販売候補を決める「Steam Greenlight」で1週間に1万票を得るなど注目され同サイトでの配信が事実上決定した。2011年8月スゲノの消息が途絶えている。2011年に彼とやりとりをしていた米国のパブリッシャーの元パートナーは、同パプリッシャーから様々な経費や翻訳費用が支払われずロイヤリティー契約も無視されたため、2014年に訴訟を起こした。英語翻訳版は、スゲノとも正式な契約がないまま現在も配信されていると考えられる。
2024年4月、exA-Arcadiaよりアーケード版となる『ヴァンガードプリンセスR』の開発が発表された。F.K.DigitalとBV体制の共同開発で、スゲノは原作者としてクレジットされる。アーケード版発表に先立ち、exA-Arcadia（株式会社Show Me Holdings）は公益社団法人著作権情報センターに権利者探し広告を掲載したのち、著作権法第67条の2第1項の規定に基づく申請を文化庁長官に提出し、同法の適用を受けている。

## システム
使用可能キャラクター、ボスともに全員が女性。10人のメインキャラクターと、同時に操作する4人のサポートキャラクターを選択できる。対戦モードではもう1人サポートキャラが使用できるが、任意での選択はできずランダムセレクトで引き当てる必要がある。攻撃ボタンは弱・中・強・サポートの4種類。サポートキャラクターは戦闘中、メインの操作キャラについていく形で移動する。
本作では通常技をキャンセルして必殺技を出すことが出来ないという仕様になっている。仕様の都合上、メインキャラクター単体で繰り出せる連続技が少ない。その代わりサポートキャラを使った連携が強力であり、いかにメインキャラとサポートキャラを使いこなし攻守を行うかが重要となる。
なお、本作では超必殺技をリバティアーツと呼称する。

## ストーリー
近未来、世界中が戦火に包まれ疲弊すると共に戦争そのものは激化の一途を辿っていた。その最中、旅客機が誤って撃墜されるという事件が起こる。生還者はヒルダ・リゼという少女1人であった。無傷で生き延びた彼女は救出後、成長に伴い不思議な力を開花させていった。民間の研究機関で調べられることになったが、政府軍の目に止まり軍事利用のための研究対象にされてしまう。宇宙の理すら捻じ曲げてしまう彼女の力は「機動魔術」と呼ばれることになる。実戦にも投入され多大な戦果をあげるヒルダであったが、軍はさらなる力を引き出そうと過酷な人体実験に手を出した。ある事件をきっかけに彼女の魔力は暴走し「アストラルインパクト」を引き起こす。古代の神剣の転生すら引き起こしたこの現象は、魔力を帯びた衝撃波を介して多くの少女達に「機動魔術」の力を付加させる。ヒルダはアストラルインパクトの後に行方知れずとなり、彼女に代わって魔力を得た少女達が前線に立つこととなった。彼女達はその戦う様の美しさから「先陣の姫君」と呼ばれた。
1年後、姿を消していた彼女が再び姿を現す。「理の執行者」として転生した彼女は宇宙の理すら歪める「機動魔術」を得た人類を滅ぼすべき存在とみなし行動を開始する。「先陣の姫君」達は、導かれるようにして「理の執行者」ヒルダ・リゼの待ち受ける戦いの地に引き寄せられていく。

## 登場人物

### プレイヤーキャラ
忽那ゆい（くつな ゆい）
声 - 計名さや香
第107代忽那無想流剣術伝承者。親友である幾世あやねとの修行中に彼女の片目の視力が失われる事故が起こってしまい、気に病んでいる。彼女が振るう古代の神剣「サクヤ」は北斗七星の文様のある大きな木剣。
忽那はるか（くつな はるか）
声 - 計名さや香
ゆいの姉。無想流剣術伝承者として育てられていたが、突然魔術師となり政府軍の研究施設に行った。本人は剣術の才がなかったと言っているが、ゆいは妹である自分を軍から守るために自身を差し出したのではないかと見ている。
ストーリーの鍵となっており、真相は自身から語られる。エンディングも若干異なっている。
リリス
声 - 大山チロル
魔界から来た悪魔。投げキャラ。ある日突然姿を現し理事長の座につく。自身が悪魔だと言っても誰も信じてくれないため、悪魔の偉大さを示すため戦いに参加する。
魔界プロレスのチャンピオンとして君臨している (現：おにょーれ級王者)。
ルナ・姫木（ルナ・ひめき）
声 - 分倍河原シホ
二丁拳銃で戦う賞金稼ぎ。かつては特殊部隊「ブレイド・ロア」の隊員だった。着ているものの露出度が極めて高く、他のキャラから突っ込まれることも。サキからは服装を慎むように諭され、はるかにはそんな格好なら誰でも気づくとあきれられている。発言もやや際どい。未成年相手でも自重しない。刺激を好み、危ない橋でもあえて渡る性格の持ち主。かえでとは商売敵である。
美留町くるみ（みるまち くるみ）
声 - 分倍河原シホ
自分自身は必殺技を1つしか持たないが、本人に他の技を開発するつもりはない。サポートキャラによって性能と演出が変化する必殺技やリバティアーツを持つ。
プレイヤーキャラとしての能力は低めだが、ストーリーの鍵となる人物。その経緯はえりから、そして真相についてはリリスから語られる。
元は魔界のでも高位の存在の悪魔であり、今回の事件を起こした元凶。本来の名前はフレデリカ。飛行機事故で死亡したヒルダに好奇心から自身の血を分け与えたことで機動魔術を人間界に与えた。しかし自身も記憶とほとんどの力を失い人間界へと逃れることとなった。
御殿谷サキ（みとのや サキ）
声 - 本多しの舞
リリスと一戦交えても彼女が悪魔であることを信じようとしない剣道部主将。彼女が持つ神刀「ひとひら」はゆいが持つ神剣のデータから軍が開発したもの。おでんが好物。ゆいをライバル視しており試合では辛くも勝利するが実力で勝っているとは思わないとしてまたの再戦を望んでいる。
氷桜かえで（ひおう かえで）
声 - 貴坂理緒
過去の記憶を失った裏社会の暗殺者。高い機動力と手数の多さが強み。普段は公立校に通っている地味な学生を演じているが戦闘時は一転、露出度の高い服に着替える。
クールだが対戦相手を傷つけることに無上の悦びを感じる危険な一面も持つ。
ナタリア・グリンカ
声 - 本多しの舞
諜報員としてやってきた某国の軍人。武器はパイルバンカー。信心深く、悪魔であるリリスに対して強烈な憎悪と殺意を示す。
リリスに勝負を挑むも全く及ばずリリスに神の試練を与えられて敗北する。
羽澄えり（はすみ えり）
声 - 草乃さちか
両手にトンファーを装備。孤児院にいた時に卓出した身体能力を見出され政府軍の研究所に送られたが、そこでの人体実験に耐えられず脱走した。優れた身体能力とトンファーを使った我流の体術を合わせた戦闘スタイル。チアガールの服はくるみに強制的に着せられている。また、他のキャラに比べて筋肉質なことが立ち絵から分かる。
幾世あやね（いくせ あやね）
声 - 貴坂理緒
幾世流弓術を操る眼帯少女。本人曰く接近戦も得意。ゆいの幼馴染で親友。彼女との修行中に片目の光を失ってしまったがゆいのことを全く恨んではおらず、逆に負い目を感じているゆいを叱咤している。ゆいが姉のはるかの自由な振る舞いで苦しんでいることを感じており、事情があるとはいえゆいに何も説明せず政府へと渡ったはるかを嫌悪している。

### 最終ボスキャラ
ヒルダ・リゼ
声 - たかはし智秋
機動魔術の始祖。彼女専用の二人組のサポートキャラ、マーヤとカーヤを持つ。ファイル名を変えてほかのキャラと入れ替えれば対戦で使用可能。

### サポートキャラ
えこ
連続技に特化したサポートキャラで、素手で攻撃する。初期状態サポートキャラのカーソルはえこに合わせられている。
しえら
遠距離戦に特化したサポートキャラで、全身に武器を装備している。サポートキャラの中では最も登場が多く、モードセレクト画面やエンディングにて登場するほか、特定のステージの背景でも、同型と思われるキャラが多数登場する。
かなえ
トリッキーな技の多いサポートキャラで、魔法の絵の具の付いた筆で攻撃する。
じゅりえっと
接近戦に特化したサポートキャラで、サポートキャラの中でも特に攻撃力が大きく、鎖と針の付いた鉄球で攻撃する。リリスのエンディングに登場し、リリスと会話を交わしている。
かつてリリスとプロレスで死闘を繰り広げたことがあり敗れている。
 ?
対戦モード限定でサポートキャラとして使用可能になっている。通常、ランダムでしか選択することができないが、steam版では選択可能となっている。

## 参照
1. ↑  窓の杜 - 【週末ゲーム】第381回：超ド級クオリティの2D対戦格闘「ヴァンガードプリンセス」
2. ↑  フリーとは思えないほど超絶クオリティの2on2対戦格闘ゲーム「ヴァンガードプリンセス」
3. ↑  日々是遊戯：「ツクール」だけでここまでできる!! インディーズゲーム界を震撼させた「ヴァンガードプリンセス」って?
4. ↑  47ページ「ジサトラ! アキバのまき」
5. ↑  「ヴァンプリ」が通信対戦に対応!? 海外のファンが非公式ツールをリリース
6. ↑  “Vanguard Princess”.  Steam Greenlight. 2013年10月31日閲覧。
7. ↑  “フリー格闘ゲーム「ヴァンガードプリンセス」がSteam Greenlight通過 ウソみたいだろ、ツクール製なんだぜ、これ……”.   ねとらぼ（ITmedia） (2013年10月31日). 2013年10月31日閲覧。
8. ↑  “『ヴァンガードプリンセスR』アーケード対戦格闘として開発決定。幻の個人制作格ゲーがシステムを一新して復活【EVO Japan 2024】”. ファミ通.com.  KADOKAWA Game Linkage (2024年4月28日). 2024年4月29日閲覧。
9. ↑  株式会社Show Me Holdings、Wragg, James「フリーゲームPC用ゲームソフト「ヴァンガードプリンセス 先陣の姫君」（リリース日：2009年6月） (PDF)」公益社団法人著作権情報センター、2023年10月7日。権利者を捜していますより2024年5月1日閲覧。
10. ↑  「ヴァンガードプリンセスＲ」『exA-Arcadia』株式会社Show Me Holdings。2024年5月1日閲覧。『ヴァンガードプリンセスR』に含まれているORIGINALモードの内容は2009年に日本のPCゲームとして配信した『ヴァンガードプリンセス 先陣の姫君』の復刻版である。 『ヴァンガードプリンセス 先陣の姫君』は令和6年3月28日に著作権法第67条の2第1項の規定に基づく申請を行い、同項の適用を受けて作成されたものになります。
11. ↑  2D格闘ゲームツクール収録のサンプルボイスを使用